# Salvatore Sullo
Salvatore Sullo detto Sasà (Napoli, 23 ottobre 1971) è un allenatore di calcio ed ex calciatore italiano, di ruolo centrocampista, tecnico in seconda dell'Empoli.

## Biografia
Nasce da genitori provenienti da Castelvetere sul Calore, in provincia di Avellino.

## Carriera

### Giocatore
Cresciuto nelle giovanili dell'Avellino, viene mandato in prestito alla Puteolana e alla Turris. Dal 1994 passa al Pescara dove gioca per un totale di quattro stagioni e mezzo, sfiorando la promozione in serie A nel campionato 1998-99.
È entrato nella storia del Messina per aver contribuito a trascinare la squadra dalla Serie C1 alla Serie A. Nei suoi sei anni con i giallorossi (2001-2007) ha collezionato 141 presenze e 25 reti.
Sullo ha dichiarato che non avrebbe più indossato la maglia 41 che apparteneva alla sua esperienza con il Messina; è cittadino onorario della città di Messina e la società, dopo la sua partenza, ha ritirato la maglia numero 41.
Nel mercato di gennaio 2007 ha lasciato il Messina scendendo di categoria e approdando all'Avellino, squadra della sua terra originaria. Con gli irpini conquista la promozione in Serie B e, nell'agosto successivo, a campionato appena iniziato, passa al Martina.
Il centrocampista è tornato su un campo di calcio dopo essere guarito da una linfoadenite virale. Nel 2008-2009 ha giocato nella Turris. Al termine del campionato in cui ha disputato 23 partite segnando due reti (entrambe su calcio di rigore) decide di concludere la carriera.

### Allenatore
Dopo aver lasciato il campo di gioco inizia il percorso da allenatore facendo da secondo a Gian Piero Ventura al Bari, seguendolo poi con il medesimo ruolo anche al Torino.
Il 10 dicembre 2012 inizia a frequentare a Coverciano il corso di abilitazione per il master di allenatori professionisti Prima Categoria-Uefa Pro., ottenendo il patentino di prima categoria il 5 luglio 2013.
Dal luglio 2016 al novembre 2017 ha seguito Gian Piero Ventura nella sua esperienza alla guida della Nazionale italiana, fungendo da vice del commissario tecnico.
Nell'ottobre 2018 torna al seguito di Ventura al Chievo. Ma dopo un mese Ventura si dimette e l'intero staff rescinde il contratto.
Il 19 giugno 2019 viene annunciato come nuovo allenatore del Padova, appena retrocesso in Serie C. Il 20 gennaio 2020, all'indomani della sconfitta casalinga contro il Modena, viene esonerato con la squadra al quinto posto nel girone B (36 punti in 21 partite).
Il 30 luglio 2021 firma un contratto biennale come allenatore del Messina, neopromosso in Serie C, facendo ritorno sullo Stretto dopo l’esperienza da calciatore tra il 2001 e il 2007. Il 10 ottobre viene esonerato dopo 4 sconfitte di fila con la squadra terzultima con 5 punti dopo 8 giornate. Il 15 dicembre dello stesso anno ha rifiutato di tornare alla guida dei siciliani a seguito dell'esonero del suo successore Ezio Capuano.
Il 27 giugno 2023 viene annunciato come collaboratore di Roberto D’Aversa, nuovo allenatore del Lecce in Serie A.
Il 2 luglio 2024 segue D'Aversa all'Empoli, nel ruolo di vice allenatore.

## Statistiche

### Statistiche da allenatore
Statistiche aggiornate al 15 dicembre 2019. In grassetto le competizioni vinte.
| Stagione        | Squadra         | Campionato      | Campionato | Campionato | Campionato | Campionato | Coppe nazionali | Coppe nazionali | Coppe nazionali | Coppe nazionali | Coppe nazionali | Coppe continentali | Coppe continentali | Coppe continentali | Coppe continentali | Coppe continentali | Altre coppe | Altre coppe | Altre coppe | Altre coppe | Altre coppe | Totale | Totale | Totale | Totale | % Vittorie | Piazz.    |
| Stagione        | Squadra         | Comp            | G          | V          | N          | P          | Comp            | G               | V               | N               | P               | Comp               | G                  | V                  | N                  | P                  | Comp        | G           | V           | N           | P           | G      | V      | N      | P      | %          | Piazz.    |
| --------------- | --------------- | --------------- | ---------- | ---------- | ---------- | ---------- | --------------- | --------------- | --------------- | --------------- | --------------- | ------------------ | ------------------ | ------------------ | ------------------ | ------------------ | ----------- | ----------- | ----------- | ----------- | ----------- | ------ | ------ | ------ | ------ | ---------- | --------- |
| 2019-gen. 2020  | Padova          | C               | 21         | 11         | 3          | 7          | CI+CI-C         | 1+1             | 0+0             | 0+0             | 1+1             | -                  | -                  | -                  | -                  | -                  | -           | -           | -           | -           | -           | 23     | 11     | 3      | 9      | 47,83      | Esonerato |
| lug.-ott. 2021  | Messina         | C               | 8          | 1          | 2          | 5          | CI-C            | 2               | 1               | 0               | 1               | -                  | -                  | -                  | -                  | -                  | -           | -           | -           | -           | -           | 10     | 2      | 2      | 6      | 20,00      | Esonerato |
| Totale carriera | Totale carriera | Totale carriera | 29         | 12         | 5          | 12         |                 | 4               | 1               | 0               | 3               |                    | -                  | -                  | -                  | -                  |             | -           | -           | -           | -           | 33     | 13     | 5      | 15     | 39,39      |           |